# Mohammad Hashim Maiwandwal
Mohammad Hashim Maiwandwal (محمد هاشم میوندوال‎; 12 marzo 1921 – Kabul, 1º ottobre 1973) è stato un politico afghano, è stato primo ministro dell'Afghanistan durante il regno di Mohammed Zahir Shah.